# ドブリチ
座標: 北緯43度34分 東経27度50分 / 北緯43.567度 東経27.833度

ドブリチ
Добрич

ドブリチ ブルガリア内のドブリチの位置

ドブリチ（ブルガリア語:До̀брич / Dobrich）はブルガリア北東部の町、およびそれを中心とした基礎自治体。ドブリッチとも。ドブリチ州に属し、その州都である。ドブリチはブルガリアで8番目に人口の多い街であり、南ドブルジャ地方の中心都市である。黒海岸まで30キロメートルのところにあり、バルチクやアルベナ（Албена / Albena）、ゴールデン・サンズ（Златни пясъци / Zlatni pyasatsi、Golden Sands）といった観光地にも近い。トルコ語での呼称もドブリチ (Dobriç)であるが、オスマン帝国時代の呼称はハジュオウル・パザルジュク（Hacıoğlu Pazarcık）、ルーマニア語ではバザルジク（Bazargic）、共産主義時代にはトルブヒン（Толбухин / Tolbukhin）と呼ばれた。

## 歴史
ドブリチで確認されている最古の人の居住は紀元前4世紀から紀元前3世紀ごろである。また紀元後2世紀から4世紀、7世紀から11世紀の遺構も見つかっている。そのなかには、非キリスト教式のブルガール人のネクロポリスもある。
11世紀には、ペチェネグ人（Pecheneg）の侵略によってドブルジャは荒廃し、それによって第二次ブルガリア帝国の時代には地域にあった多くの集落は無人となった。
16世紀になると再びこの地に集落が築かれた。町を築いたのはトルコ人商人のハジュオウル・パザルジュク（Hacıoğlu Pazarcık）であり、1882年まで町の名前となっていた。1640年から1650年のトルコの資料によると、町には1000の家屋があり、100の店舗、3つの宿、3つのトルコ式浴場、20のモスク、20の学校があった。
17世紀から19世紀にかけて、町は手工芸と交易、農業の中心として発達し、繊維、手織りの織物、銅細工製品、皮革製品、農産物（オオムギ、亜麻種子、ウール、チーズなど）が売買された。19世紀のはじめ、町の人口は12,000人に達した。露土戦争によってロシア領となった地域からの難民が流入した。町の文化も発展し、初の正教会の聖堂が1843年に建造された。
町は1878年1月27日にオスマン帝国から解放され、1882年2月19日に中世の支配者ドブロティツァ（Добротица / Dobrotitsa）にちなんでドブリチと改称された。これはアレクサンダル公の発した命令に従って行われた。
1913年のブカレスト条約によって（そして1918年のヌイイ条約で再確認された通り）、ドブリチを含む南ドブロジャはルーマニアに割譲され、1940年までルーマニアによる支配が続いた。この間、町の名前はバザルジク（Bazargic）と改称され、カリアクラ県（Judeţul Caliacra）の県都とされた。1940年9月7日のクラヨヴァ協定に従って、1940年9月25日にブルガリア領に復し、ブルガリア軍がドブリチに入城した。この日は街の祝日となっている。
第二次世界大戦後の共産主義時代、街はソビエト連邦の軍人フョードル・トルブーヒンの名前をとってトルブヒン（Толбухин / Tolbukhin）と改名された。1990年9月19日、大統領命令によって街の名前は再びドブリチにもどされた。

## 人口
2001年の国勢調査では、ドブリチ住民の86%がブルガリア人であり、8%はトルコ人、3.5%はロマであった。85%は正教会の信者であり、10%はムスリムであった。

## 町村
ドブリチ基礎自治体（Община Добрич）に属する街は、ドブリチのみである。ドブリチを取り巻く周辺部は、ドブリチからは独立したドブリチカ基礎自治体となっている。
- Добрич

## 街の風景

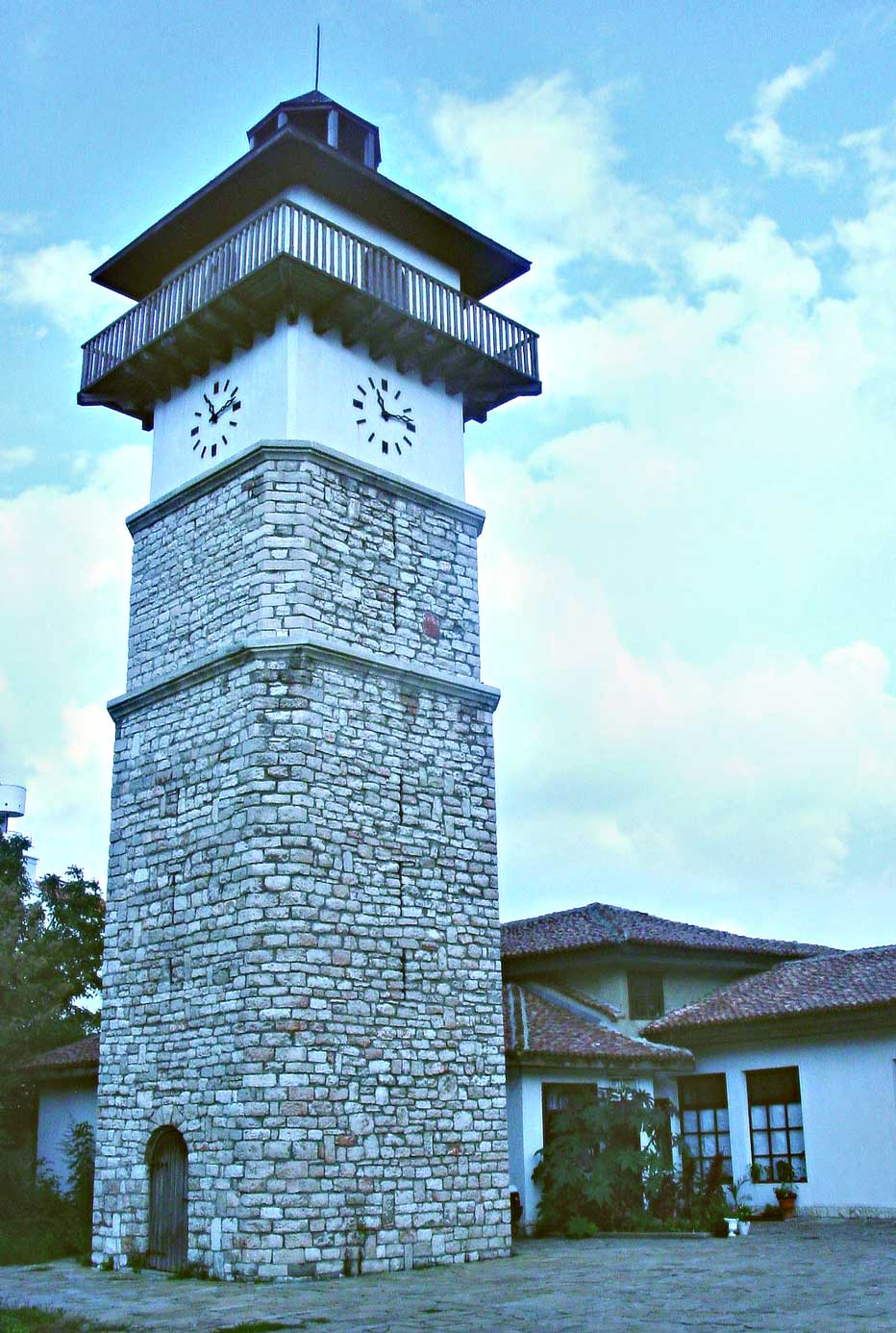
旧市街の時計塔
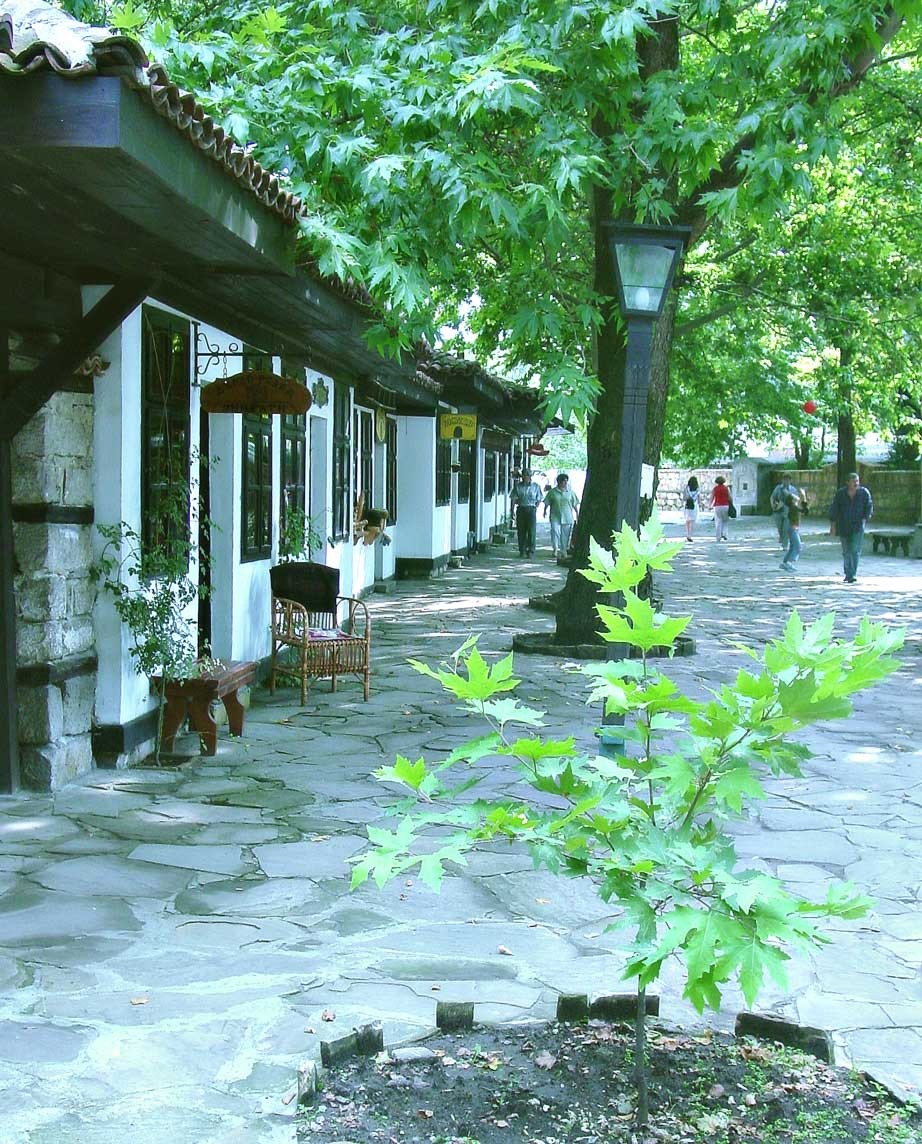
旧市街の街路
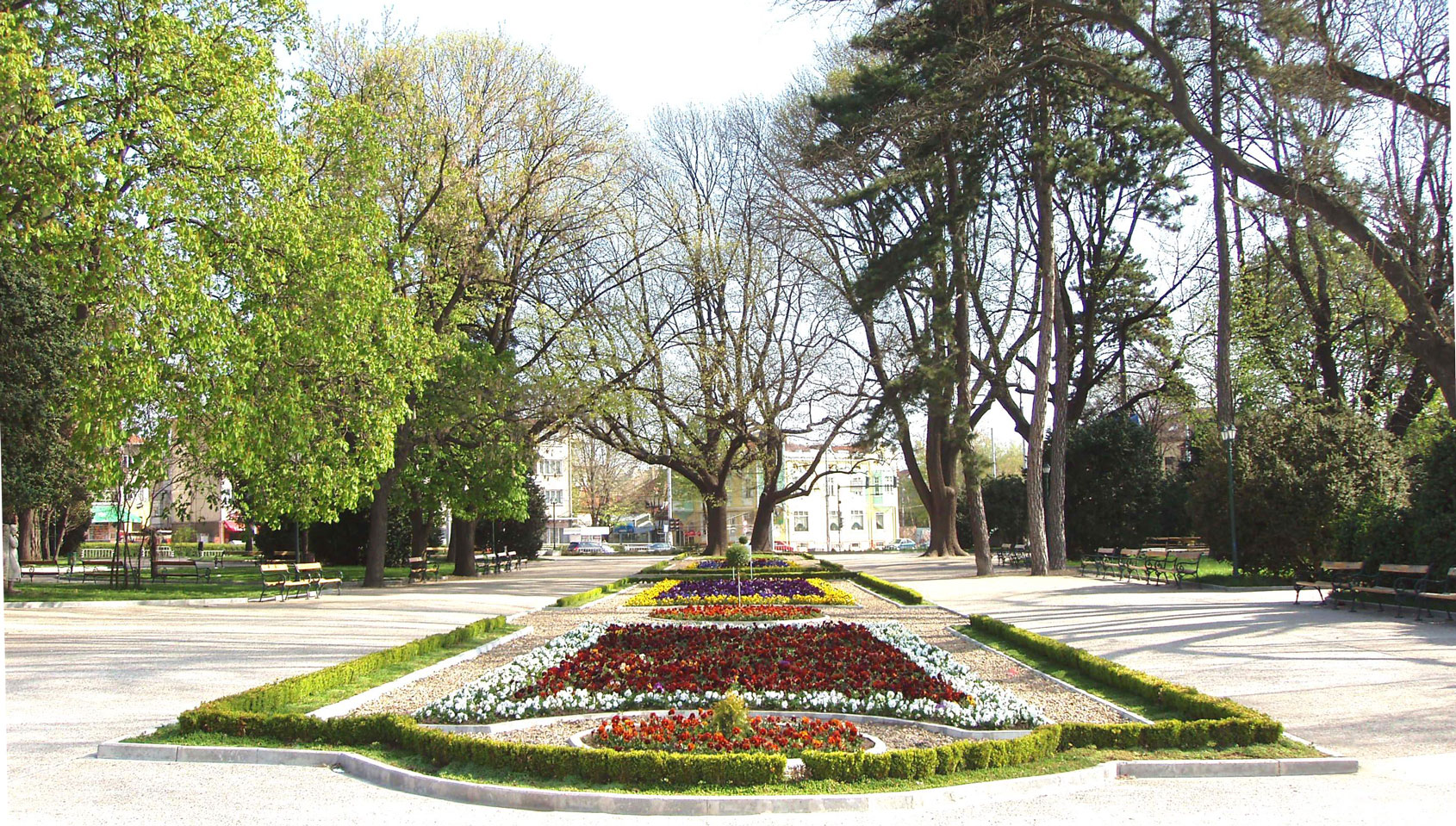
ドブリチの公園
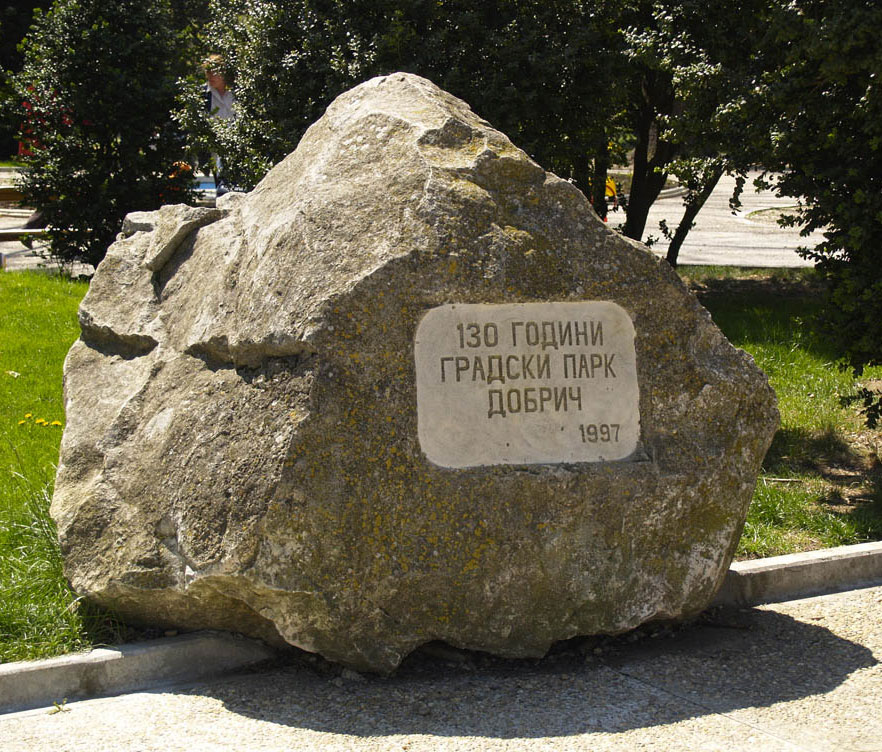
1997年に公園は130年を迎えた

## 姉妹都市
ドブリチは以下の都市と姉妹都市提携している。
- サラトフ、ロシア
- イズマイール、ウクライナ
- ピンスク、ベラルーシ
- ノヴィ・ソンチ、ポーランド
- ザラエゲルセグ、ハンガリー
- クルクラーレリ、トルコ
- コンスタンツァ、ルーマニア
- ゴルムド市、中華人民共和国
- カヴァダルツィ（Кавадарци / Kavadarci）、北マケドニア
- シャフハウゼン、スイス